# Aethria ornata
Aethria ornata är en fjärilsart som beskrevs av Ménétriés 1857. Aethria ornata ingår i släktet Aethria och familjen björnspinnare. Inga underarter finns listade i Catalogue of Life.